# Freaky Styley
Freaky Styley er det andet album af det amerikanske alternative rock-band Red Hot Chili Peppers, som blev udgivet i 1985 gennem EMI. På denne udgivelse var den originale guitarist Hillel Slovak kommet tilbage. Freaky Styley indeholdt fire singler: "Jungle Man", "American Ghost Dance", "Catholic School Girls Rule", og "Hollywood (Africa)"
Freaky Styley var albummet, der satte lidt gang i karrieren hos Red Hot Chili Peppers.[kilde mangler]
Under produceren George Clinton, formåede de at lave et godt sælgende funk-album.

## Spor
1. "Jungle Man" – 4:09
2. "Hollywood (Africa)" (The Meters) – 5:03
3. "American Ghost Dance" – 3:51
4. "If You Want Me To Stay" (Sly and the Family Stone) – 4:07
5. "Nevermind" – 2:47
6. "Freaky Styley" – 3:39
7. "Blackeyed Blonde" – 2:40
8. "The Brothers Cup" – 3:27
9. "Battleship" – 1:53
10. "Lovin' And Touchin'" – 0:36
11. "Catholic School Girls Rule" – 1:55
12. "Sex Rap" – 1:54
13. "Thirty Dirty Birds" – 0:14
14. "Yertle The Turtle" – 3:46

### 2003 kvalitetsforbedret versions bonusspor
1. "Nevermind" (demo) – 2:17
2. "Sex Rap" (demo) – 1:37
3. "Freaky Styley" (original) – 8:49
4. "Millionaires Against Hunger" – 3:28